# Wilhelm Hofacker (Oberamtmann)
Wilhelm Hofacker (* 7. Juni 1871 in Stuttgart; † 11. November 1944 ebenda) war ein deutscher Oberamtmann und Ministerialbeamter.

## Leben
Hofacker, Sohn eines Schreinermeisters und evangelischer Konfession, studierte von 1889 bis 1893 Regiminal- und Rechtswissenschaften in Tübingen und Berlin. Er war Mitglied der Studentenverbindung Sängerschaft Zollern Tübingen. Er legte 1894 die erste und 1895 die zweite höhere Dienstprüfung ab. 1906 wurde er in Tübingen zum Dr. oec. promoviert.
1896 trat er in die württembergische Innenverwaltung ein. Von 1903 bis 1909 war er Ministerialsekretär beim württembergischen Innenministerium, ab 1904 als Regierungsassessor und ab 1907 als Oberamtmann. Er leitete von 1909 bis 1911 als Oberamtmann das Oberamt Vaihingen. Von 1911 bis 1936 war er erneut im Innenministerium tätig. Dort wurde er 1912 Regierungsrat, 1916 Ministerialrat und 1936 Vortragender Rat. 1936 trat er in den Ruhestand.

## Ehrungen
- 1914: Ritterkreuz 1. Klasse des Friedrichs-Ordens
- 1917: Eisernes Kreuz 2. Klasse am weiß-schwarzen Bande